# Robert Drew
Pour les articles homonymes, voir Drew.
Robert Drew (Toledo (Ohio), 15 février 1924 – Sharon (Connecticut), 30 juillet 2014), est un réalisateur et producteur américain de cinéma vérité, ou de documentaires en cinéma direct.

## Filmographie

### Réalisateur
- 1960 : Primary
- 1960 : Yanki No!
- 1963 : The Chair
- 1963 : Crisis: Behind a Presidential Commitment (en)
- 1966 : Storm Signal
- 1974 : On the Road with Duke Ellington
- 1986 : For Auction: An American Hero (TV)
- 2005 : From Two Men and a War

### Producteur
- 1960 : Primary
- 1960 : Yanki No!
- 1963 : The Chair
- 1963 : Crisis: Behind a Presidential Commitment (en)
- 1986 : For Auction: An American Hero (TV)
- 1991 : The Life and Death of a Dynasty (TV)

### Scénariste
- 1960 : Primary
- 1986 : For Auction: An American Hero (TV)

### Monteur
- 2005 : From Two Men and a War